# العلاقات الغرينادية المولدوفية
العلاقات الغرينادية المولدوفية هي العلاقات الثنائية التي تجمع بين غرينادا ومولدوفا.

## مقارنة بين البلدين
هذه مقارنة عامة ومرجعية للدولتين:
| وجه المقارنة                                              | غرينادا                                         | مولدوفا                           |
| --------------------------------------------------------- | ----------------------------------------------- | --------------------------------- |
| المساحة (كم2)                                             | 348                                             | 33.85 ألف                         |
| عدد السكان (نسمة)                                         | 107.83 ألف                                      | 2.55 مليون                        |
| الكثافة السكانية (ن./كم²)                                 | 30.99 ألف                                       | 75.33                             |
| العاصمة                                                   | سانت جورجز                                      | كيشيناو                           |
| اللغة الرسمية                                             | لغة إنجليزية، لغة غرينادا الكريولية الإنجليزية ‏ | اللغة المولدوفية، اللغة الرومانية |
| العملة                                                    | دولار شرق الكاريبي                              | ليو مولدوفي                       |
| الناتج المحلي الإجمالي (بليون دولار)                      | 1.12 مليار                                      | 8.13 مليار                        |
| الناتج المحلي الإجمالي (تعادل القوة الشرائية) بليون دولار | 1.45 مليار                                      | 17.94 مليار                       |
| الناتج المحلي الإجمالي الاسمي للفرد دولار أمريكي          | 9.21 ألف                                        | 3.65 ألف                          |
| الناتج المحلي الإجمالي للفرد دولار أمريكي                 | 12.43 ألف                                       | 4.98 ألف                          |
| مؤشر التنمية البشرية                                      | 0.750                                           | 0.693                             |
| رمز المكالمات الدولي                                      | +1473                                           | +373                              |
| رمز الإنترنت                                              | .gd                                             | .md                               |
| المنطقة الزمنية                                           | 00                                              | ت ع م+02:00، ت ع م+03:00          |

## منظمات دولية مشتركة
يشترك البلدان في عضوية مجموعة من المنظمات الدولية، منها:
| علم المنظمة | اسم المنظمة                               | تاريخ انضمام غرينادا | تاريخ انضمام مولدوفا |
| ----------- | ----------------------------------------- | -------------------- | -------------------- |
|             | الاتحاد البريدي العالمي                   | ?                    | ?                    |
|             | يونسكو                                    | 17 فبراير 1975       | 27 مايو 1992         |
|             | البنك الدولي للإنشاء والتعمير             | 27 أغسطس 1975        | 12 أغسطس 1992        |
|             | منظمة التجارة العالمية                    | ?                    | ?                    |
|             | وكالة ضمان الاستثمار متعدد الأطراف        | 12 أبريل 1988        | 9 يونيو 1993         |
|             | الاتحاد الدولي للاتصالات                  | 17 نوفمبر 1981       | 20 أكتوبر 1992       |
|             | منظمة الشرطة الجنائية الدولية             | ?                    | ?                    |
|             | مؤسسة التمويل الدولية                     | 28 أغسطس 1975        | 10 مارس 1995         |
|             | الأمم المتحدة                             | 17 سبتمبر 1974       | 2 مارس 1992          |
|             | مؤسسة التنمية الدولية                     | 28 أغسطس 1975        | 14 يونيو 1994        |
|             | منظمة حظر الأسلحة الكيميائية              | ?                    | ?                    |
|             | المركز الدولي لتسوية المنازعات الاستشارية | 23 يونيو 1991        | 4 يونيو 2011         |

## وصلات خارجية
- موقع وزارة الخارجية المولدوفية